# Mijke Lievens
Mijke Lievens es una deportista neerlandesa que compitió en vela en la modalidad de match race. Ganó dos medallas en el Campeonato Mundial de Match Race Femenino, bronce en 2016 y plata en 2017.

## Palmarés internacional
| Campeonato Mundial | Campeonato Mundial         | Campeonato Mundial | Campeonato Mundial |
| Año                | Lugar                      | Medalla            | Clase              |
| ------------------ | -------------------------- | ------------------ | ------------------ |
| 2016               | Sheboygan (Estados Unidos) | Medalla de bronce  | Match race         |
| 2017               | Helsinki (Finlandia)       | Medalla de plata   | Match race         |